# Julius Schaub

Julius Schaub

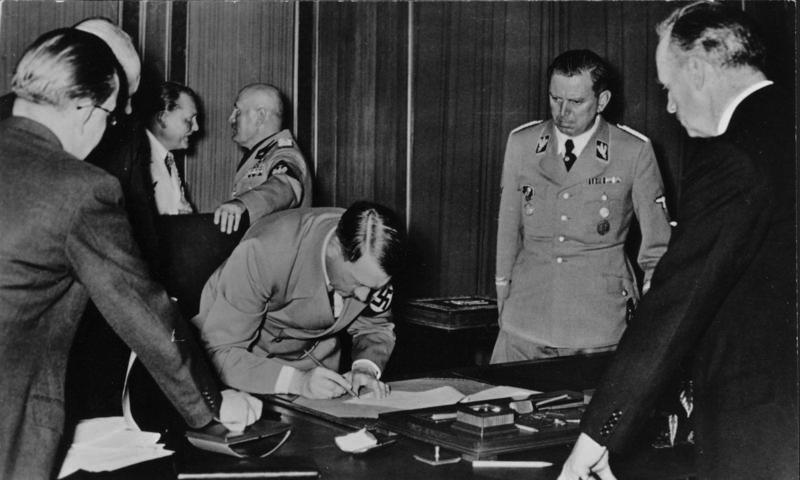
Julius Schaub (2. von rechts) bei der Unterzeichnung des Münchner Abkommens durch Adolf Hitler (1938)

Julius Georg Luitpold August Schaub (* 20. August 1898 in München; † 27. Dezember 1967 ebenda) war ein deutscher NS-Funktionär und langjähriger persönlicher Chefadjutant Adolf Hitlers.

## Leben und Wirken
Schaub war ein Sohn des Julius Schaub und seiner Ehefrau Margarethe, geb. Ludwig. Er besuchte die Volksschule, anschließend eine Drogistenfachschule und eine Privathandelsschule in München. Danach war er bei der Handelsgesellschaft deutscher Apotheker tätig.
Im Ersten Weltkrieg wurde Schaub 1917 als Krankenwärter zum Militärdienst eingezogen. Bei einem schweren Sturz verletzte er sich beide Beine und wurde in der Folge 1918 aus dem aktiven Dienst entlassen.
Er trat am 10. Oktober 1920 in die NSDAP ein (Mitgliedsnummer 81 beim Wiedereintritt 1925). 1923 nahm er am Hitler-Ludendorff-Putsch teil. Nach der Flucht nach Kärnten an der Grenze bei Salzburg verhaftet, wurde er zunächst im Mai 1924 vom Volksgericht München zu einem Jahr und drei Monaten Festungshaft verurteilt. Später erhielt er den Blutorden, den Hitler an die „Veteranen“ des Putsches verteilte. Schaub war Mitbegründer der SS (SS-Nummer 7), in der er bis 1943 zum SS-Obergruppenführer aufstieg.
Am 1. Januar 1925 von Hitler privat als persönlicher Mitarbeiter angestellt, war Schaub bis ins Jahr 1945 ständig in seiner Nähe. Ab dem 18. Oktober 1940 trat Schaub an die Stelle des bisherigen Chefadjudanten Wilhelm Brückner, der wegen einer Auseinandersetzung mit Hitlers Hausintendanten Arthur Kannenberg überraschend entlassen wurde. Die gute Beziehung zu seinem Chef zeigte sich unter anderem in der Teilnahme Hitlers als Trauzeuge an Schaubs zweiter Hochzeit.

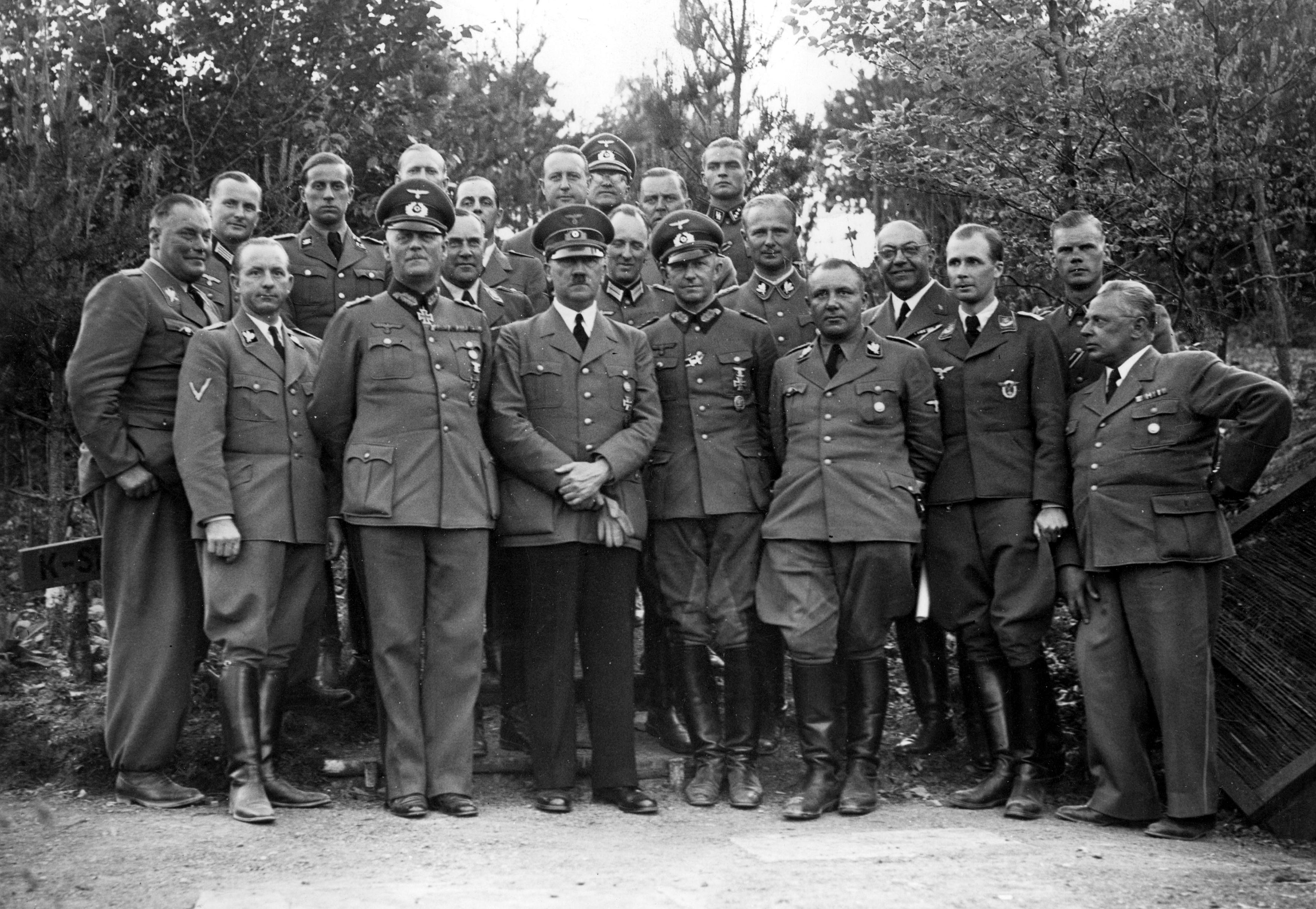
Julius Schaub, letzte Reihe, Zweiter von rechts, im Stab von Adolf Hitler im Juni 1940 vermutlich in Eselsberg in Bad Münstereifel-Rodert, in der Nähe des „K-Standes“ des Führerhauptquartiers Felsennest

Schaub gehörte dem nationalsozialistischen Reichstag in der dritten und vierten Wahlperiode an. Am 9. November 1938 leitete Schaub zusammen mit dem Stoßtrupp Hitler die Verfolgung der Juden bei der Reichspogromnacht in München ein, als sie jüdische Geschäfte zerstörten, die Alte Synagoge Ohel Jakob in Brand setzten und nach den Aufzeichnungen von Goebbels „fürchterliche Arbeit verrichteten“.
Am 23. April 1945, nachdem Hitler endgültig klar geworden war, dass der Krieg verloren war, befahl er Schaub, alle seine persönlichen Unterlagen aus der Reichskanzlei und dem Führerbunker im Garten der Reichskanzlei zu verbrennen. Danach entließ er Schaub aus seiner Umgebung im Führerbunker und schickte ihn von Berlin nach Süddeutschland, wo er seine weiteren persönlichen Unterlagen vernichten sollte. Zu diesem Zweck suchte Schaub Hitlers Privatwohnung am Münchener Prinzregentenplatz sowie den Berghof auf dem Obersalzberg auf und verbrannte alle greifbaren Dokumente aus Hitlers Privattresoren. Anschließend fuhr er nach Zell am See und Mallnitz und sprengte den Führersonderzug.
Zur Zeit der deutschen Kapitulation wurde Schaub am 8. Mai 1945 in Kitzbühel mit gefälschten Personalpapieren, lautend auf „Josef Huber“, vom US-amerikanischen Counter Intelligence Corps (36th CIC Det.) verhaftet und bis zum 17. Februar 1949 in verschiedenen Internierungslagern festgehalten. Da sowohl den amerikanischen Militärgerichten als auch den deutschen Entnazifizierungsbehörden die Mitwirkung Schaubs an Verbrechen in der Zeit von 1933 bis 1945 nicht bekannt war – die Mitwirkung Schaubs an den Verbrechen der Reichspogromnacht wurde beispielsweise erst nach dem Jahr 2000 bekannt –, wurde er von der Spruchkammer nur als „Mitläufer“ eingestuft. Schaub wurde als „besserer Kammerdiener“ ohne eigene Entscheidungsgewalt eingeschätzt.
1953 stand Schaub nochmals kurzzeitig mit Hitlers Fotograf Heinrich Hoffmann in der Öffentlichkeit. Beide sagten als Zeugen in einem Gerichtsverfahren in München aus. Es ging dabei um persönliche Gegenstände aus dem Besitz von Adolf Hitler, die sich Hitlers Münchner Haushälterin Anni Winter teilweise widerrechtlich angeeignet hatte. Schaub arbeitete zuletzt als Drogist in München.

## Ehe und Familie
In erster Ehe heiratete Schaub standesamtlich beim Standesamt München III am 3. Oktober 1921 Gertrud Hempel. Schaubs erste Ehe wurde am 20. Mai 1925 vor der II Zivilkammer des Landgerichts München I wegen Ehebruches geschieden. Das Gericht stellte ein Verschulden seiner Ehefrau fest, da sie sich im Jahr 1924 auf eine außereheliche Beziehung mit dem Meisterboxer Edmund Schneider – ein Mithäftling ihres Ehemanns in Landsberg im Sommer 1924 – eingelassen hatte. Bereits im April 1923 war ein Denunziationsschreiben gegen Schaubs Frau bei der Parteileitung der NSDAP eingegangen, in dem diese der Prostitution bezichtigt wurde.
Am 5. Mai 1931 heiratete Schaub in der Matthäuskirche in der Münchener Nußbaumstraße 1 in zweiter Ehe Wilma, geb. Giersieken [?] (* 12. Dezember 1906; † 7. November 1967). Als Trauzeugen fungierten Hitler und der NSDAP-Reichsschatzmeister Franz Xaver Schwarz. Aus der Ehe gingen die Söhne Wolfgang (1932–1937) und Wieland (1947–1951) hervor. Die Familie wurde auf dem Münchener Ostfriedhof begraben.
Die Grabstätte wurde laut Find a Grave vor oder um 2022 eingeebnet.

## Archivische Überlieferung
Im Staatsarchiv München hat sich eine Akte der Polizeidirektion München über Schaub erhalten, die von den 1920er bis in die 1940er Jahre reicht (PDM 10142).

## Schriften
- In Hitlers Schatten. Erinnerungen und Aufzeichnungen des persönlichen Adjutanten und Vertrauten 1925–1945, Druffel & Vowinckel, Stegen/Ammersee 2005, ISBN 3-8061-1164-2.

## Zeitgenössische Literatur
- Dienstaltersliste der Schutzstaffel der NSDAP, Stand vom 1. Oktober 1934, Hrsg. Personalabteilung des RF SS, Buchdruckerei Birkner, vorm. Hermes, München 1934. Reprint: Privates Institut für Deutsche Phaleristik und Militärgeschichte, Osnabrück 2016, S. 4 f. ISBN 978-3-95868-056-2.